# Rokytno
Rokytno (en allemand : Rokitno) est une commune du district et de la région de Pardubice, en République tchèque. Sa population s'élevait à 965 habitants en 2024.

## Géographie
Rokytno se trouve à 12 km au nord-est de Pardubice, à 13 km au sud-sud-est de Hradec Králové et à 104 km à l'est de Prague.
La commune est limitée par Újezd u Sezemic et Býšť au nord, par Chvojenec à l'est, par Dolní Ředice au sud-est, par Choteč et Kunětice au sud, et par Sezemice et Dříteč à l'ouest.

## Histoire
La première mention écrite du village date de 1436.

## Administration
La commune se compose de trois sections :
- Bohumileč ;
- Drahoš ;
- Rokytno.

## Galerie

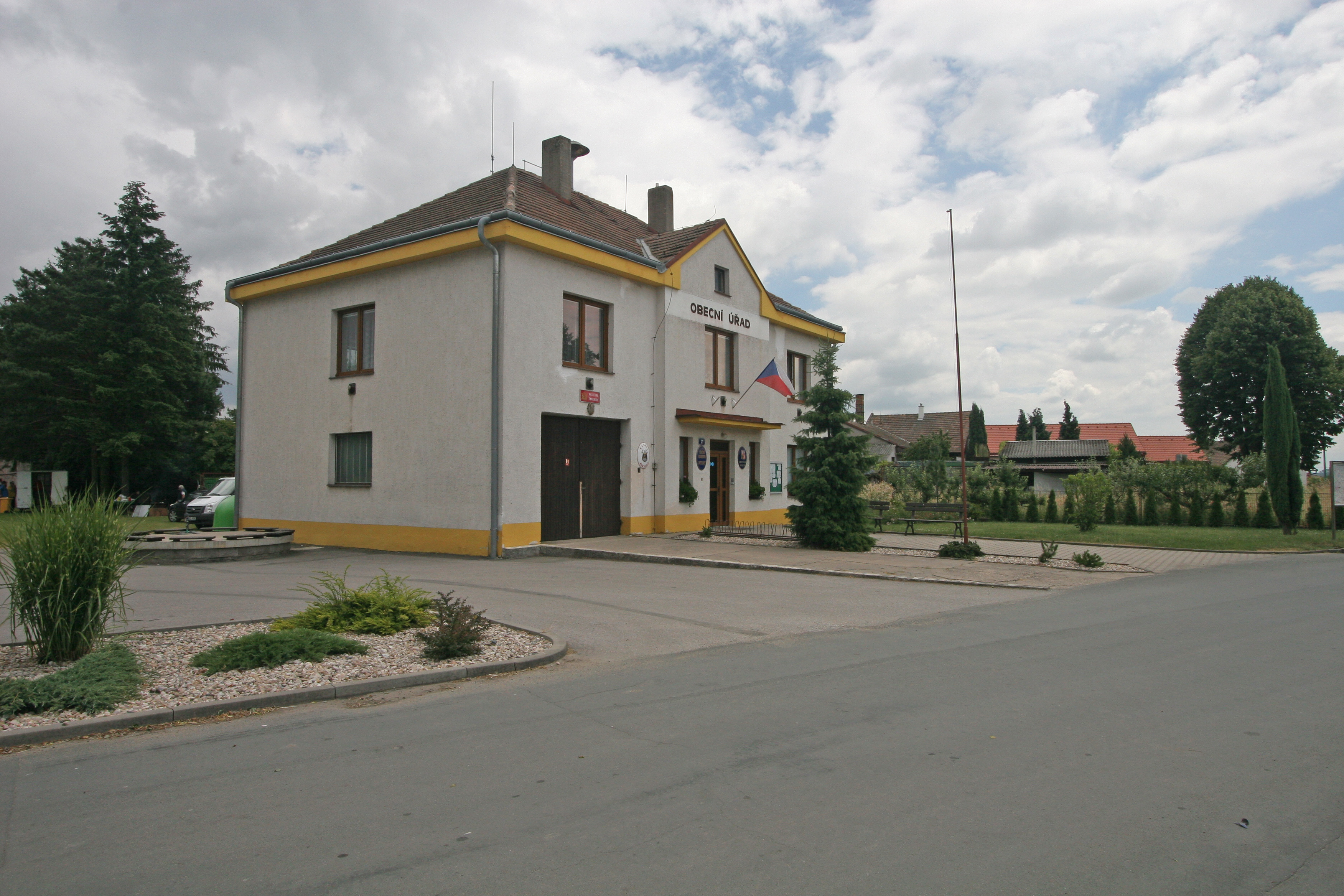
Rokytno : la mairie.
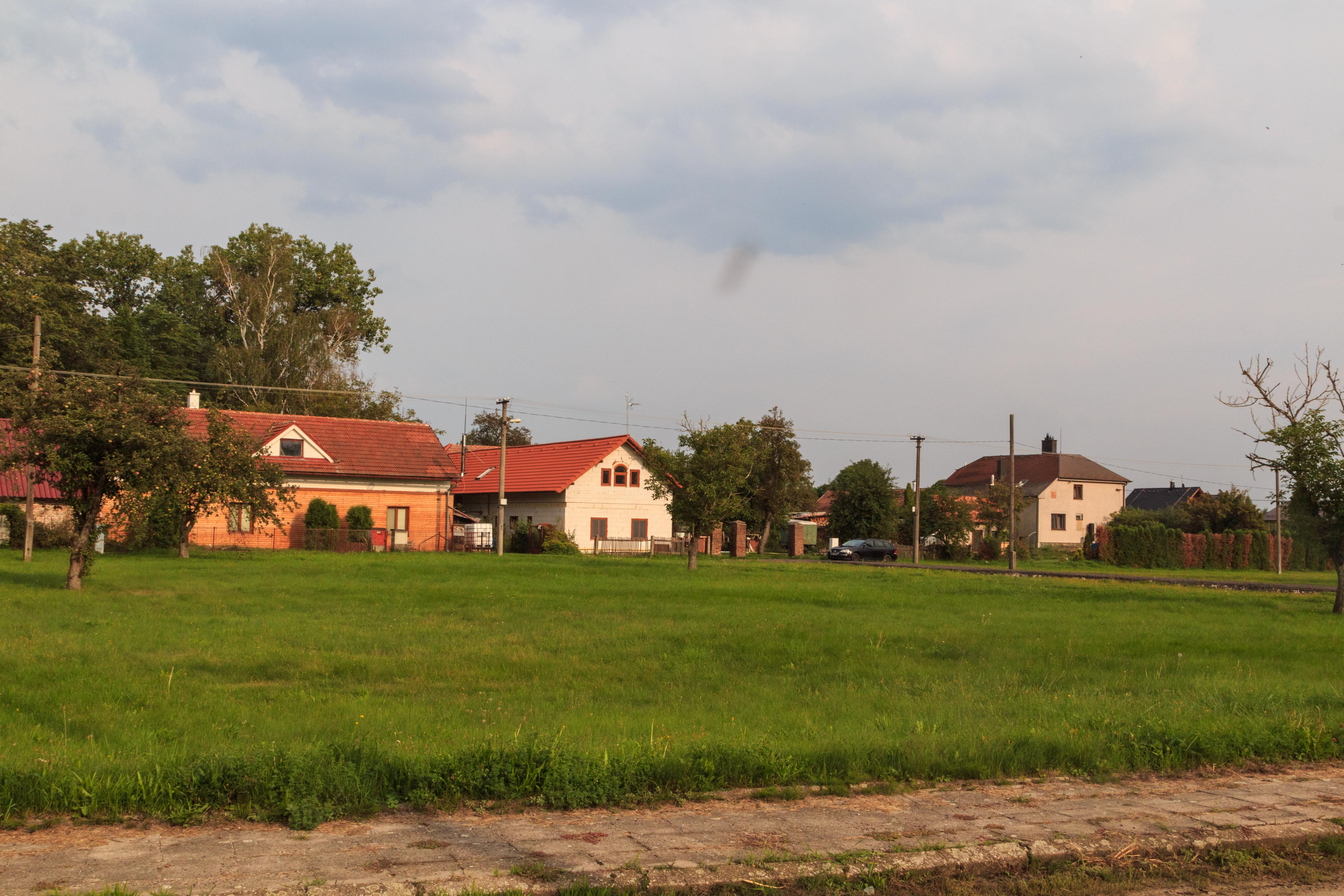
Bohumileč.

## Transports
Par la route, Rokytno se trouve à 12 km de Pardubice, à 15 km de Hradec Králové et à 119 km de Prague. 